# رنه ناوار
رنه ناوار (فرانسوی: René Navarre‎؛ ۸ ژوئن ۱۸۷۷ – ۸ فوریهٔ ۱۹۶۸) هنرپیشه فیلم‌های صامت اهل فرانسه بود. وی بین سال‌های ۱۹۱۰ تا ۱۹۴۶ در ۱۰۹ فیلم بازی کرد.